# Krähenfuß
Ein Krähenfuß, auch Wurfeisen oder Fußangel genannt, ist ein defensives Kampfmittel, aber keine geführte Waffe, die meist aus vier spitzen, eisernen Stiften besteht, die tetraedrisch miteinander verbunden sind. Aufgrund dieser Anordnung kommt der Krähenfuß sicher auf drei der Spitzen zum Liegen, sodass immer eine der Spitzen senkrecht nach oben zeigt. Das Kampfmittel hat seinen Namen vermutlich aufgrund der Ähnlichkeit mit Vogel- oder eben Krähenfüßen erhalten.

## Wirkungsweise
Krähenfüße dienten dazu, gegnerische Infanteristen an den Füßen und Pferde der Kavallerie an den Hufen zu verletzen, um sie somit in ihrem Vormarsch aufzuhalten und zumindest zeitweilig kampfunfähig zu machen. Dazu wurden sie vor oder bei einer Schlacht großflächig auf dem erwarteten Aufmarschgebiet des Feindes ausgebracht. Auf den meisten Böden wie im Gras, Sand, auf Äckern und Feldern sind Krähenfüße in der Hektik einer Schlacht nur schwer erkennbar. Sie haben in der Regel einen Durchmesser von 3 cm bis 20 cm. Ihre Spitzen sind je nach Ausführung mit Widerhaken besetzt, welche ihre Verletzungswirkung vergrößern und das Entfernen eingetretener Krähenfüße im Feld erschweren oder gar unmöglich machen.

## Geschichte

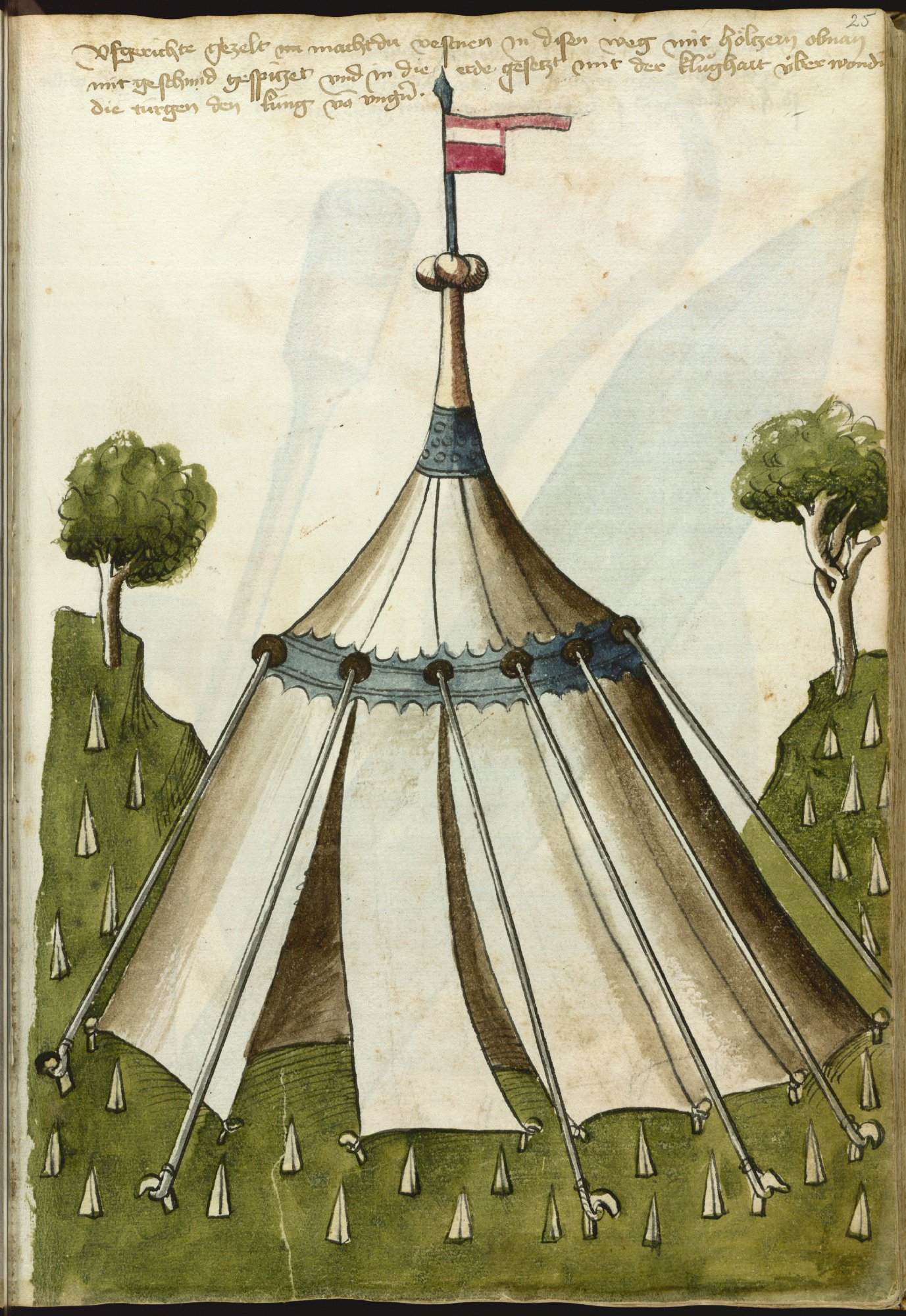
Ein mit Fußangeln gesichertes Lager auf Fol. 22r in Konrad Kyesers Bellifortis-Handschrift Ms. Thott. 290.2º von 1459

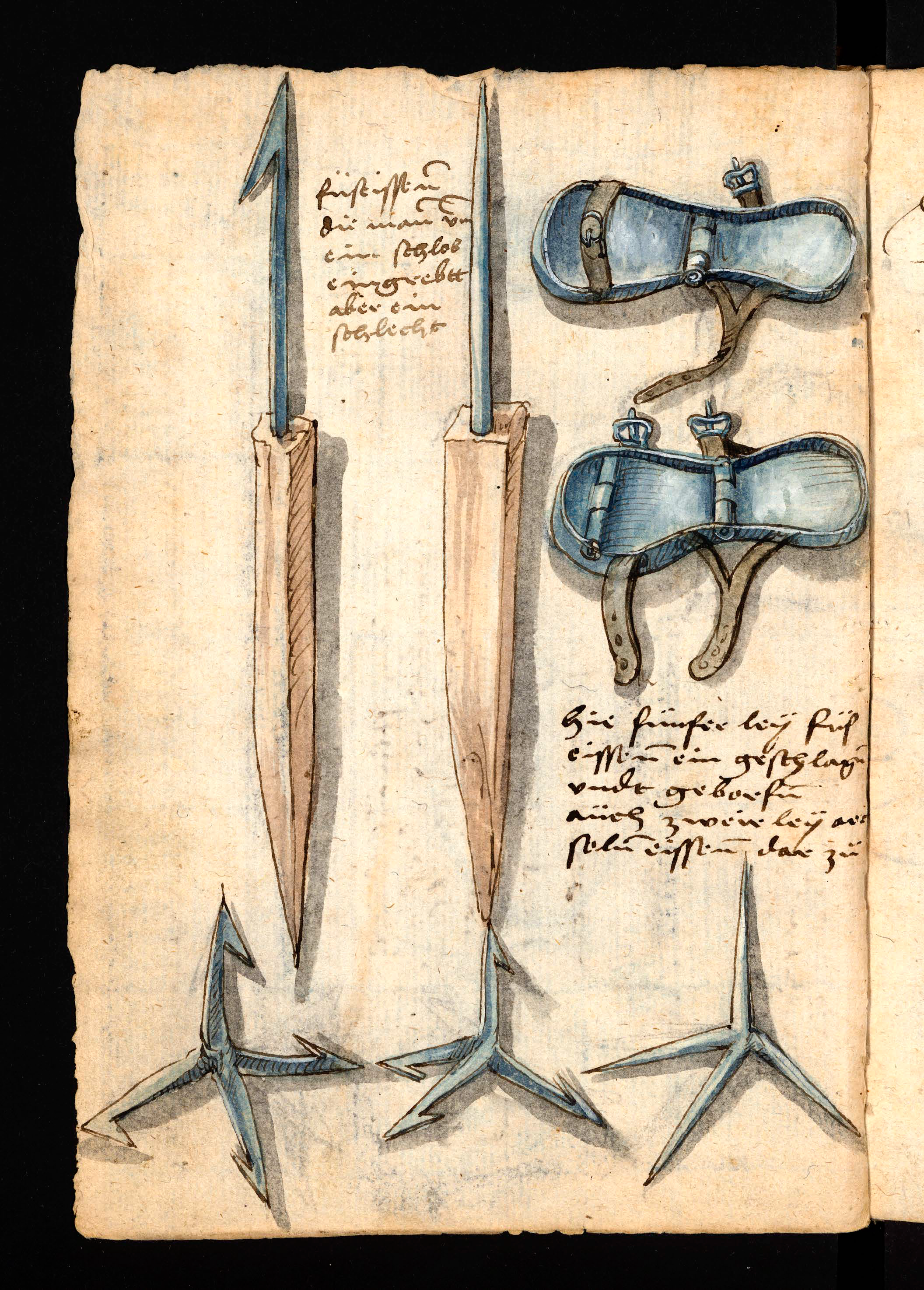
Verschiedene Krähenfüße und Metallsohlen als Schutzmaßnahme im Löffelholz-Codex von 1505

Der früheste Hinweis auf die Verwendung von Krähenfüßen wurde von Curtius Rufus in der Schlacht von Gaugamela am 1. Oktober 331 vor Chr. überliefert. In der antiken römischen Legion verwendete Krähenfüße waren mit Widerhaken bewehrt und wurden tribulus (Plural tribuli) genannt. Dieser Name leitet sich vom lateinischen Synonym calcitrapa (Fußfalle) ab, von dem auch der englische Begriff caltrop abgeleitet wurde. Der römische Historiker Flavius Vegetius Renatus beschrieb Krähenfüße und deren Verwendung detailliert in seinem Werk Epitoma rei militaris im späten 4. Jahrhundert.
Krähenfüße konnten einfach per Hand über einem erwarteten Aufmarschfeld ausgestreut werden. Einfachere Fußangeln bestanden aus drahtförmigen, teilweise mit Widerhaken bewehrten Spitzen, die auf Holzstöcke montiert im Erdboden verankert wurden. Diese waren zwar von einfacherer Konstruktion als die tetraederförmigen Krähenfüße, mussten aber in aufwändiger Arbeit auf dem Schlachtfeld montiert werden und konnten nicht einfach ausgestreut werden. An den Hufen verletzte und gestürzte Pferde führten dazu, dass die Reiter absteigen und zu Fuß weiter kämpfen mussten. Krähenfüße wurden ebenfalls von Verteidigern in mit ungelöschtem Kalk gefüllten Keramikgefäßen, den so genannten Sturmtöpfen, auf Angreifer geschleudert. Strategisch entscheidende Bedeutung sollen Krähenfüße unter anderen 1314 in der Schlacht von Bannockburn und 1444 in der Schlacht von Schönenbuchen zwischen Schwarzwälder Bauern und Truppen des Herzogs von Armagnac gespielt haben. Letztere wurde 1771 von Joseph Zimmermann auf einem Schlachtgemälde in der Kapelle Schönau-Schönenbuchen gewürdigt, wo Bauern Krähenfüße aus Körben über die herzöglichen Truppen ausstreuen.
In Japan gab es eine Waffe mit gleicher Funktion, die den Namen Tetsubishi (鉄菱, deutsch „Eisenrhombus“) trug. Anstatt metallener Tetsubishi wurden auch hart-getrocknete Bucheckern oder Wassernüsse verwendet, die sehr leicht durch die üblichen Strohsandalen drangen und ebenfalls Verletzungen verursachten.
Im Ersten Weltkrieg wurden häufig Krähenfüße im Stellungskrieg verwendet und vor dem eigenen Schützengraben verlegt. Nach dem Zweiten Weltkrieg wurden diese häufig von Schmugglern gegen den Zollfahndungsdienst eingesetzt.
Gegenwärtig werden Krähenfüße gelegentlich von militanten Gruppierungen gegen die Polizei eingesetzt, um deren Dienstfahrzeuge fahruntauglich zu machen, so geschehen zum Beispiel am Rande von Gegendemonstrationen rund um den G20-Gipfel 2017 in Hamburg und bei einem Großeinsatz der Polizei im Hambacher Forst im September 2018. Im Landkreis Traunstein warfen im März 2019 flüchtende Täter Krähenfüße aus ihrem Auto auf die Straße und konnten damit Polizeifahrzeuge an der Verfolgung hindern.
Im Ukrainekrieg setzten ukrainische Truppen 2025 von Drohnen abgeworfene Krähenfüße ein zur Verteidigung gegen russische Angreifer auf Quads und Motorrädern.

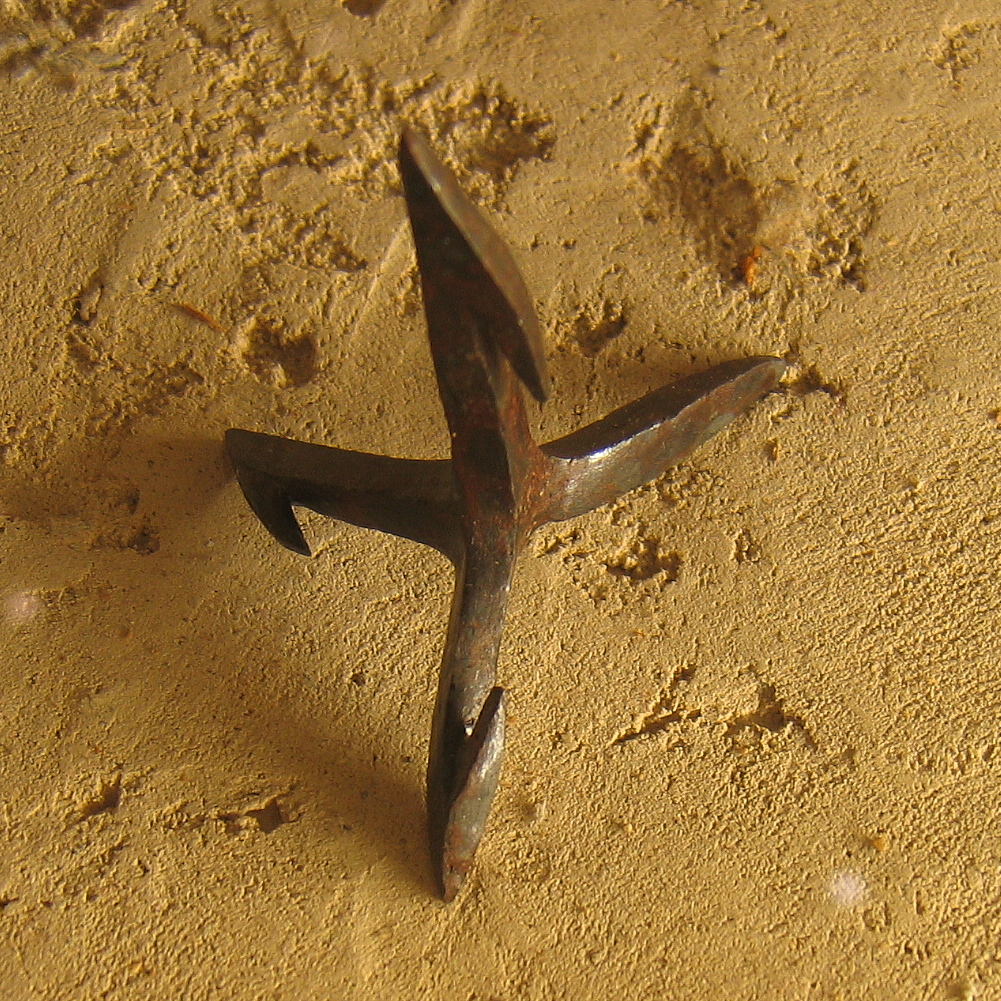
Römischer Tribulus mit Widerhaken
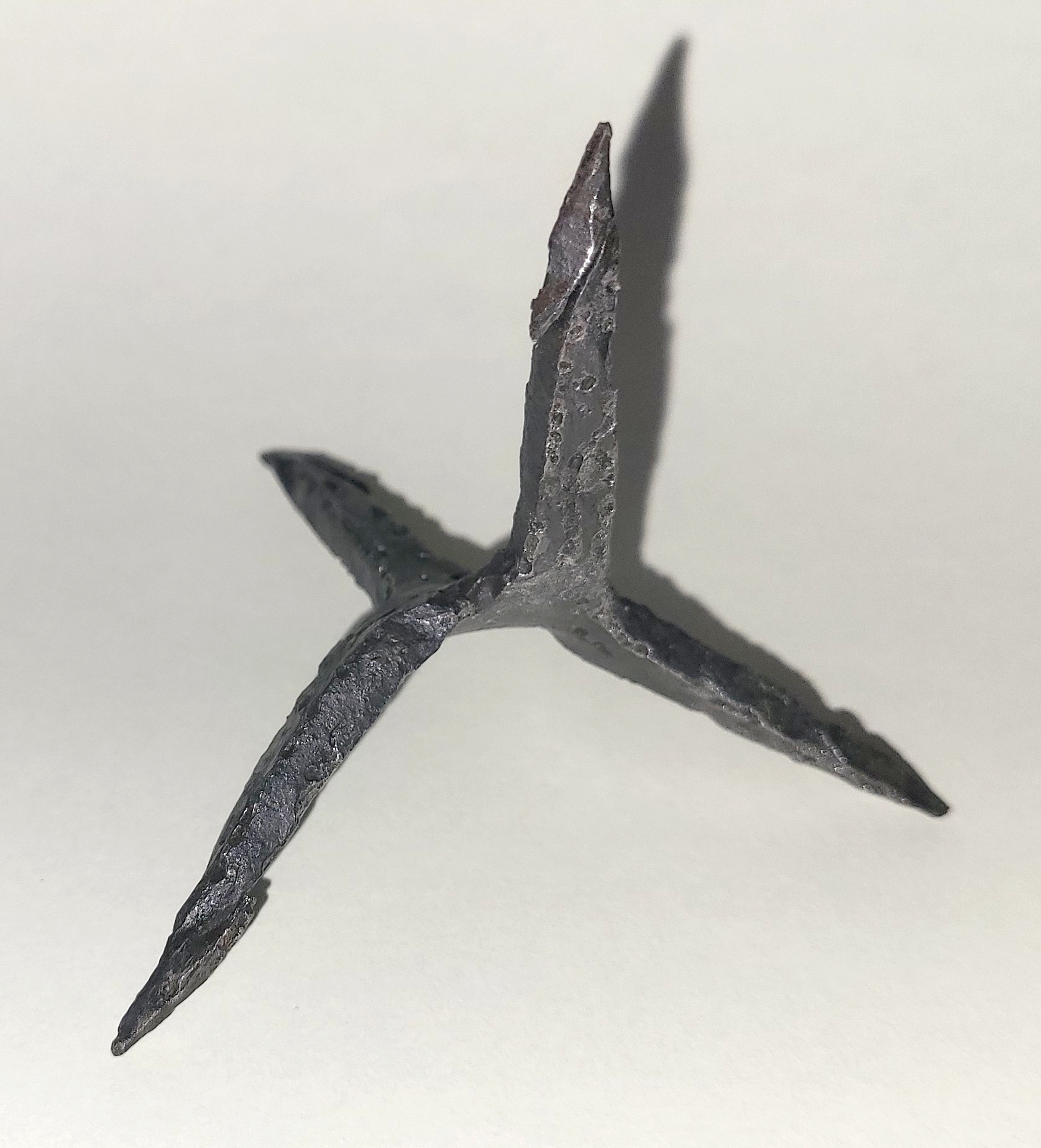
Mittelalterlicher Krähenfuß mit Widerhaken
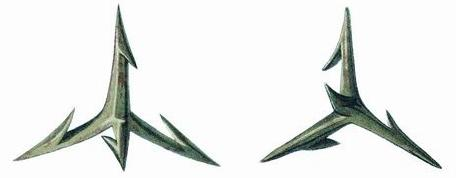
Russische Krähenfüße aus dem 16. Jahrhundert
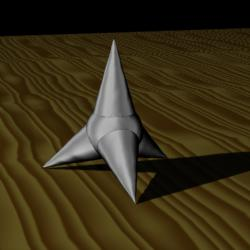
Modell eines japanischen Tetsubishi
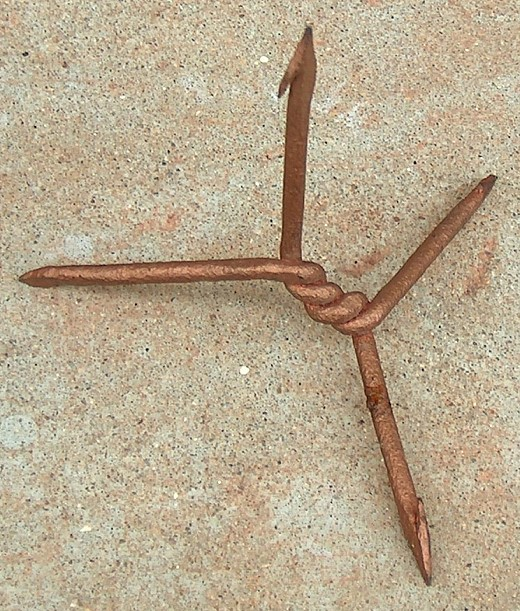
Eiserner Krähenfuß aus Vietnam aus den 1960er Jahren

## Heraldik
Der Krähenfuß ist eine gemeine Figur in der Heraldik und Paraheraldik.

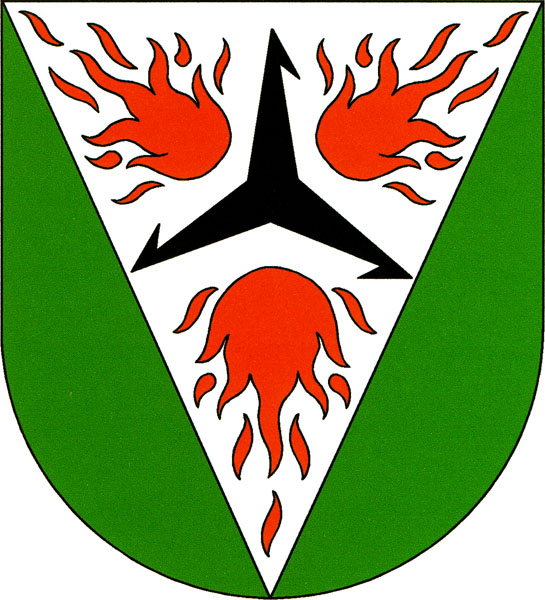
Gemeinde Ohníč (Tschechische Republik)
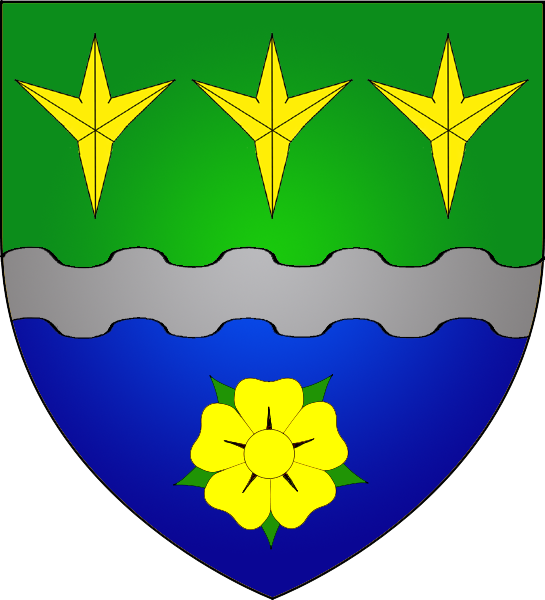
Gemeinde Bauschleiden (Luxemburg)
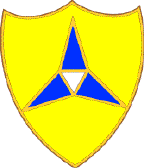
Bataillonsabzeichen des III. Corps (Vereinigte Staaten)